# Quảng cáo mỹ phẩm

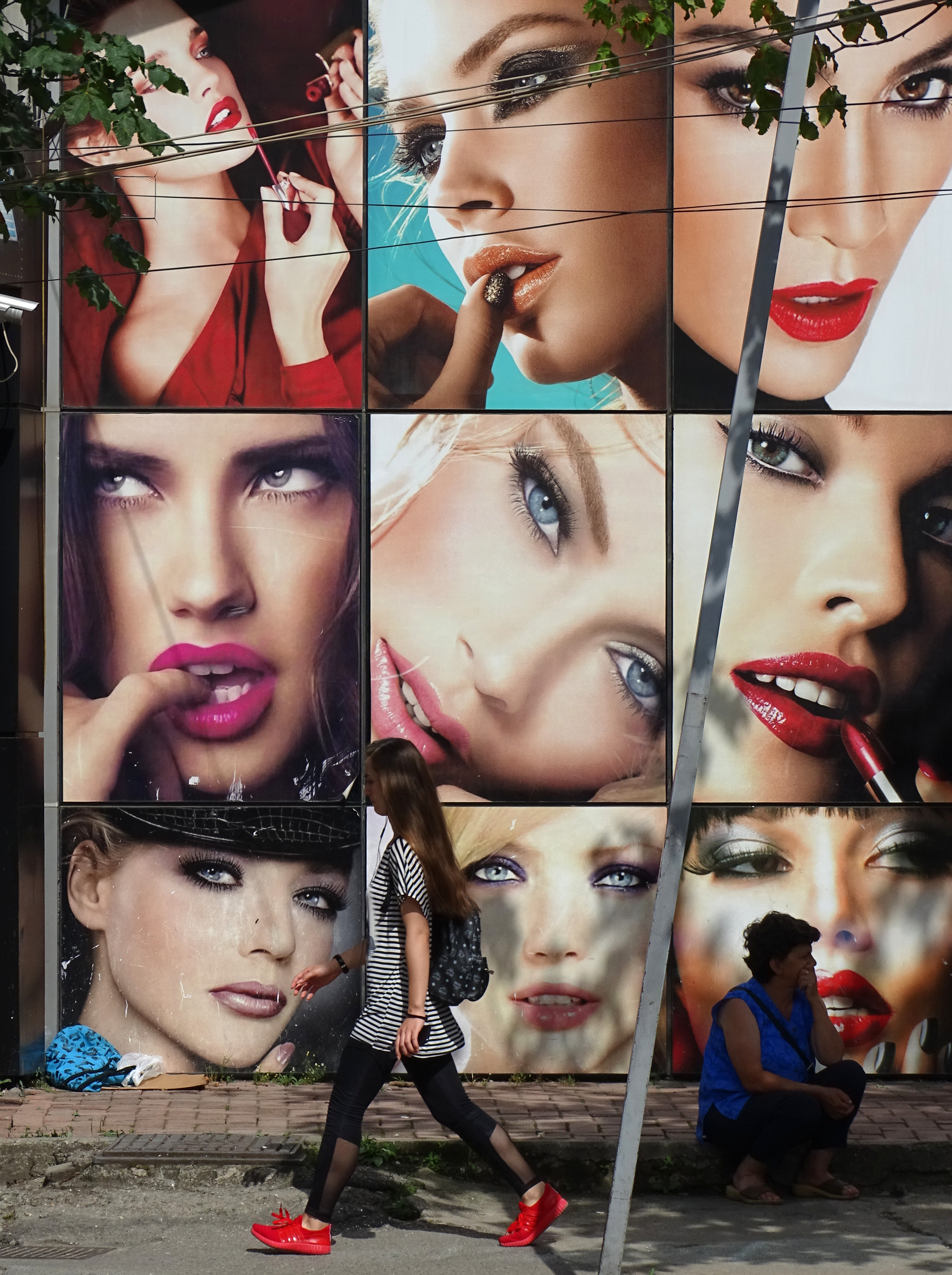
Một áp-phích quảng cáo mỹ phẩm trên đường phố

Quảng cáo mỹ phẩm (Cosmetics advertising) là quảng cáo khuyến mãi về các sản phẩm mỹ phẩm và làm đẹp của ngành công nghiệp mỹ phẩm thông qua nhiều phương tiện truyền thông đại chúng. Các chiến dịch quảng cáo thường nhắm vào những phụ nữ có nhu cầu muốn cải thiện ngoại hình, thường là để tăng sức hấp dẫn, làm đẹp, mong muốn có làn da trắng sáng mịn màng và giảm các dấu hiệu của lão hóa.

## Chiến lược
Ngành công nghiệp làm đẹp dựa vào mọi loại kỹ thuật thuyết phục người ta để bán mỹ phẩm. Những người nổi tiếng giúp các hãng mỹ phẩm từng bước xây dựng nhận thức về thương hiệu thông qua việc quảng bá sản phẩm vì người tiêu dùng tin rằng sản phẩm được người nổi tiếng sử dụng và điều này có thể ảnh hưởng đến quyết định của người tiêu dùng. Triết lý này thường là động lực thúc đẩy các quảng cáo về mỹ phẩm, sản phẩm chăm sóc da và sản phẩm chăm sóc tóc. Điều này khiến người tiêu dùng chi thêm tiền cho những mặt hàng có thể không phù hợp hoặc không hiệu quả với bản thân họ.
Quảng cáo sản phẩm làm đẹp hứa hẹn với người tiêu dùng rằng một số sản phẩm nhất định có thể khiến người tiêu dùng trông trở nên trẻ trung hơn. Quảng cáo làm đẹp thường tìm cách thuyết phục người tiêu dùng về giá trị của sản phẩm hoặc thậm chí là sự cần thiết của sản phẩm đối với sức khỏe và hình ảnh bản thân của người tiêu dùng. Hiệu quả của quảng cáo mỹ phẩm phụ thuộc vào việc thuyết phục người tiêu dùng rằng sản phẩm có thể cải thiện ngoại hình của người xài mỹ phẩm. Những nhà cung cấp và quảng cáo có thể sử dụng nhiều phương pháp khác nhau để thuyết phục mọi người mua hàng. Sự liên kết có thể là một công cụ quảng bá rầm rộ, cũng như các ưu đãi bán hàng như các chiêu giảm giá. Vì nhiều người nhận thức được rằng ngoại hình của họ có thể ảnh hưởng đáng kể đến cái cách người khác đối xử với họ, nên quảng cáo có thể tận dụng mối quan tâm này để khuyến khích thị trường mục tiêu mua sản phẩm làm đẹp, các sản phẩm chăm sóc da của mình cung ứng.

## Chỉ trích

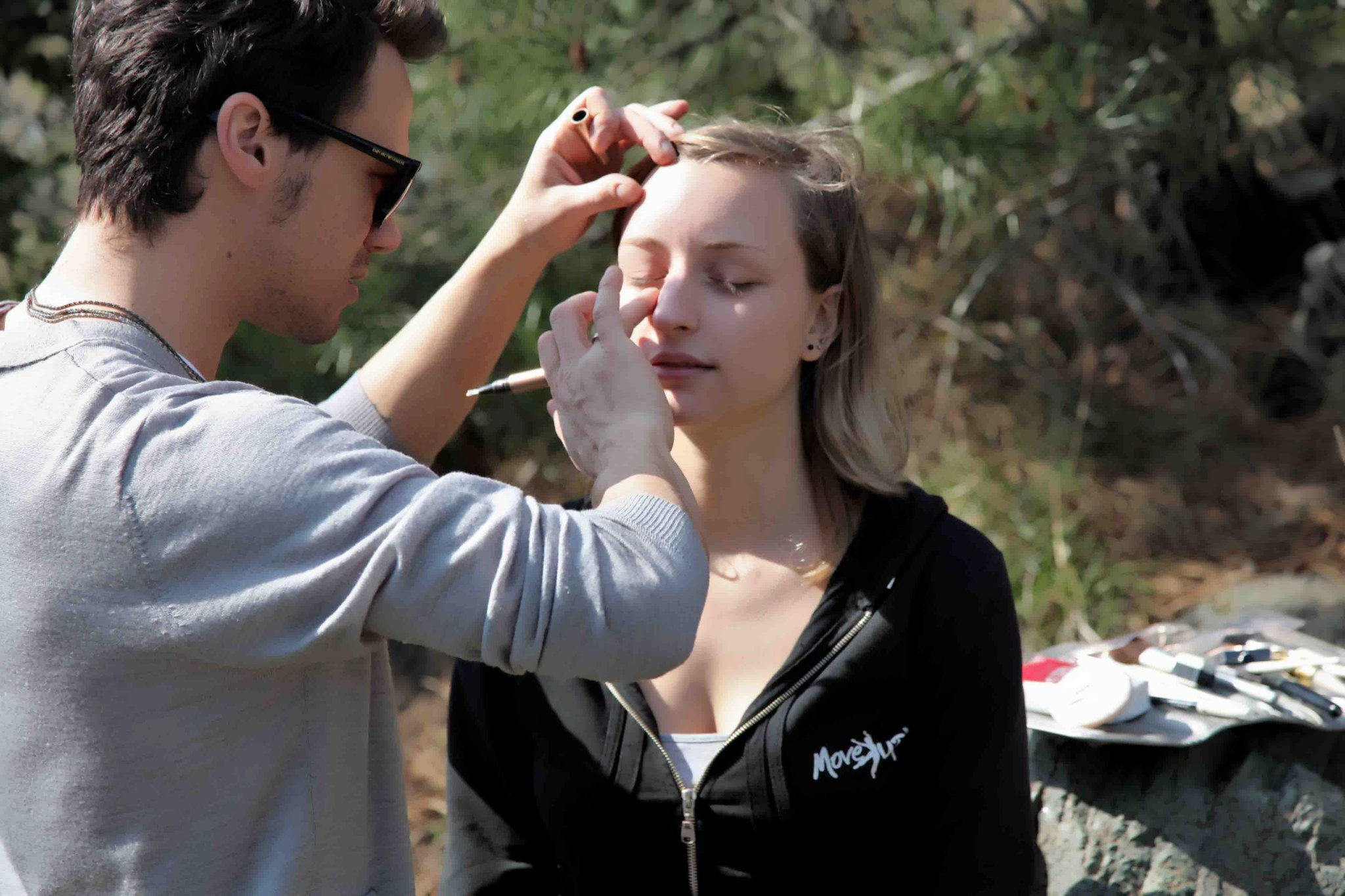
Một phụ nữ đang trang điểm để quảng cáo mỹ phẩm

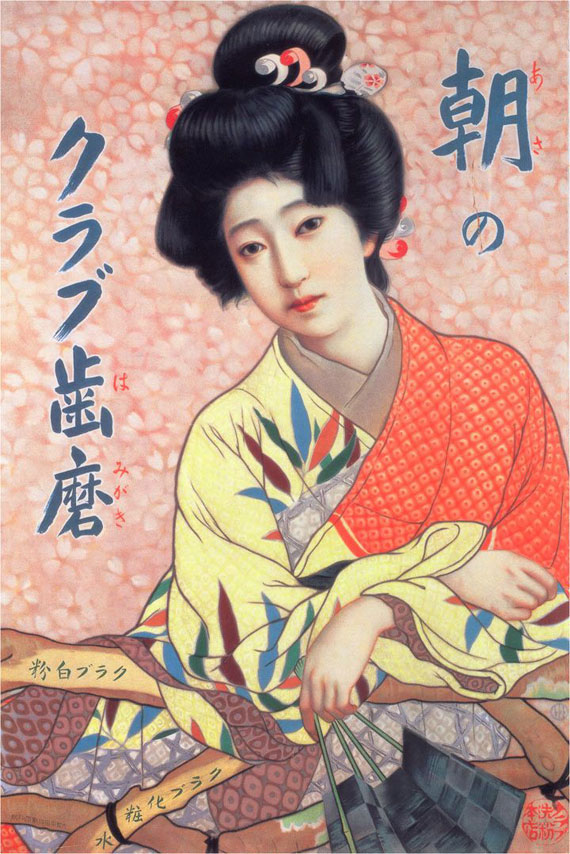
Quảng cáo mỹ phẩm làm đẹp kiểu Nhật

Nhiều chiến dịch quảng cáo mỹ phẩm đã bị chỉ trích vì bị cáo buộc sử dụng các chiêu thức ngụy khoa học (giả tạo khoa học) tinh vi và thúc đẩy các mục tiêu làm đẹp viễn vông không thực tế. Hơn nữa, nhiều chiến dịch quảng cáo mỹ phẩm bị cáo buộc gây ra chứng rối loạn ăn uống hoặc dẫn đến các hoạt động phẫu thuật thẩm mỹ phá hoại. Ngoài ra, quảng cáo mỹ phẩm thường bị cáo buộc sử dụng hiệu ứng chỉnh sửa ảnh quá mức để cải thiện ngoại hình của người mẫu ảnh, thay vì sử dụng chính mỹ phẩm đó, và tạo ra hình ảnh không thực tế về lợi ích của sản phẩm làm đẹp. Theo báo cáo năm 2008 của YWCA thì mỹ phẩm là khoản chi tiêu lớn của nhiều phụ nữ, khi ngành công nghiệp mỹ phẩm đạt doanh thu khoảng 7 tỷ đô la mỗi năm. Các nhà bán lẻ mỹ phẩm thiết kế quảng cáo để thay đổi thái độ của phụ nữ đối với mỹ phẩm, khuyến khích họ mua nhiều sản phẩm hơn.
Nhiều nhà quảng cáo định hình thái độ này bằng cách khuyến khích phụ nữ cảm thấy không vừa lòng với ngoại hình của mình. Theo nhà xã hội học Jean Kilbourne thì những thanh thiếu niên đặc biệt dễ bị tổn thương vì họ là những người tiêu dùng mới và thiếu kinh nghiệm và là mục tiêu chính của nhiều quảng cáo sản phẩm thường nhắm tới những con mồi này. Nghiên cứu này đến nghiên cứu khác đã chứng minh rằng việc tiếp xúc nhiều lần với vẻ đẹp lý tưởng (tiêu chuẩn cái đẹp) như được truyền thông phương Tây loan tả gây ra những tác động tâm lý có hại ở trẻ em và thanh thiếu niên, từ hình ảnh cơ thể bị bóp méo và lòng tự trọng bị giảm sút đến các chứng rối loạn ăn uống và sử dụng steroid. Tiêu chuẩn vẻ đẹp theo kiểu gầy gò mình hạc xương may chỉ chiếm chưa đến 5% dân số Mỹ, khiến 95% phụ nữ có chuẩn mực về vẻ đẹp dường như không thể đạt được.
Trên thực tế thì họ không những không thể gặp được mà người mẫu trong quảng cáo còn thường xuyên bị hụt hẫng vì thực chất đây là những bức ảnh đã qua chỉnh sửa (Photo editing). Vẻ đạp hoàn hảo không tỳ vết của người nữ người mẫu trong quảng cáo thực chất là vẻ bề ngoài, là ánh trăng lừa dối do các chuyên gia trang điểm, nhiếp ảnh gia và nhân viên kỹ thuật chỉnh sửa ảnh tạo ra. Mỗi hình ảnh quảng cáo mỹ phẩm đều được chăm chút tỉ mỉ đến từng chi tiết như răng và nhãn cầu được tẩy trắng, các khuyết điểm, nếp nhăn và sợi lông tơ được xóa sạch bằng kỹ thuật Airbrush (trang điểm phun sương). Hình ảnh trên phương tiện truyền thông làm nhiệm vụ truyền tải thông tin chuẩn mực về một cơ thể hấp dẫn trông như thế nào, thúc đẩy phụ nữ đánh giá cơ thể của chính họ theo tiêu chuẩn chuẩn mực này. Tiêu chuẩn cái đẹp về cơ bản là các chuẩn mực hoặc kỳ vọng của xã hội được sử dụng để xác định một ý tưởng rất cụ thể về những gì nên được coi là đẹp và không tuân thủ các tiêu chuẩn về vẻ đẹp của xã hội có thể có tác động bất lợi đến ý thức về giá trị bản thân của một người.
Các nhà nghiên cứu đã tìm thấy mối tương quan giữa việc tiếp xúc thường xuyên với quảng cáo mỹ phẩm và các vấn đề về hình ảnh cơ thể ở những phụ nữ da đen và da màu. Ví dụ, các công ty mỹ phẩm có xu hướng tôn vinh các đặc điểm vẻ đẹp kiểu Âu (Eurocentrism) hơn các đặc điểm thể chất khác và điều này khiến những người thiếu các đặc điểm này dần trở nên cực kỳ tự ti, mặc cảm. Trên thực tế, một thí nghiệm đã phát hiện ra rằng có mối tương quan giữa khả năng phụ nữ trải qua phẫu thuật thẩm mỹ dựa trên sự không hài lòng về cơ thể của họ trước và sau khi trải nghiệm một số dịch vụ thẩm mỹ. Kết quả ủng hộ giả thuyết rằng các vấn đề về sức khỏe tâm thần, chẳng hạn như trầm cảm và lo âu, phổ biến hơn ở những phụ nữ đã phẫu thuật thẩm mỹ so với những người không phải bệnh nhân. Quảng cáo mỹ phẩm không chỉ có thể gây hại cho sức khỏe tâm thần mà còn cả sức khỏe thể chất. Khi quảng cáo không đúng cách, mọi người có thể bị ảnh hưởng để mua những sản phẩm thực sự gây hại cho làn da của họ nhiều hơn là có lợi do những tác dụng phụ. Hầu hết, nhưng không phải tất cả, mỹ phẩm có thể gây ra phản ứng có hại cho da do các hóa chất độc hại mà chúng hàm chứa trong thành phần hoá học của các sản phẩm này.

## Hình ảnh

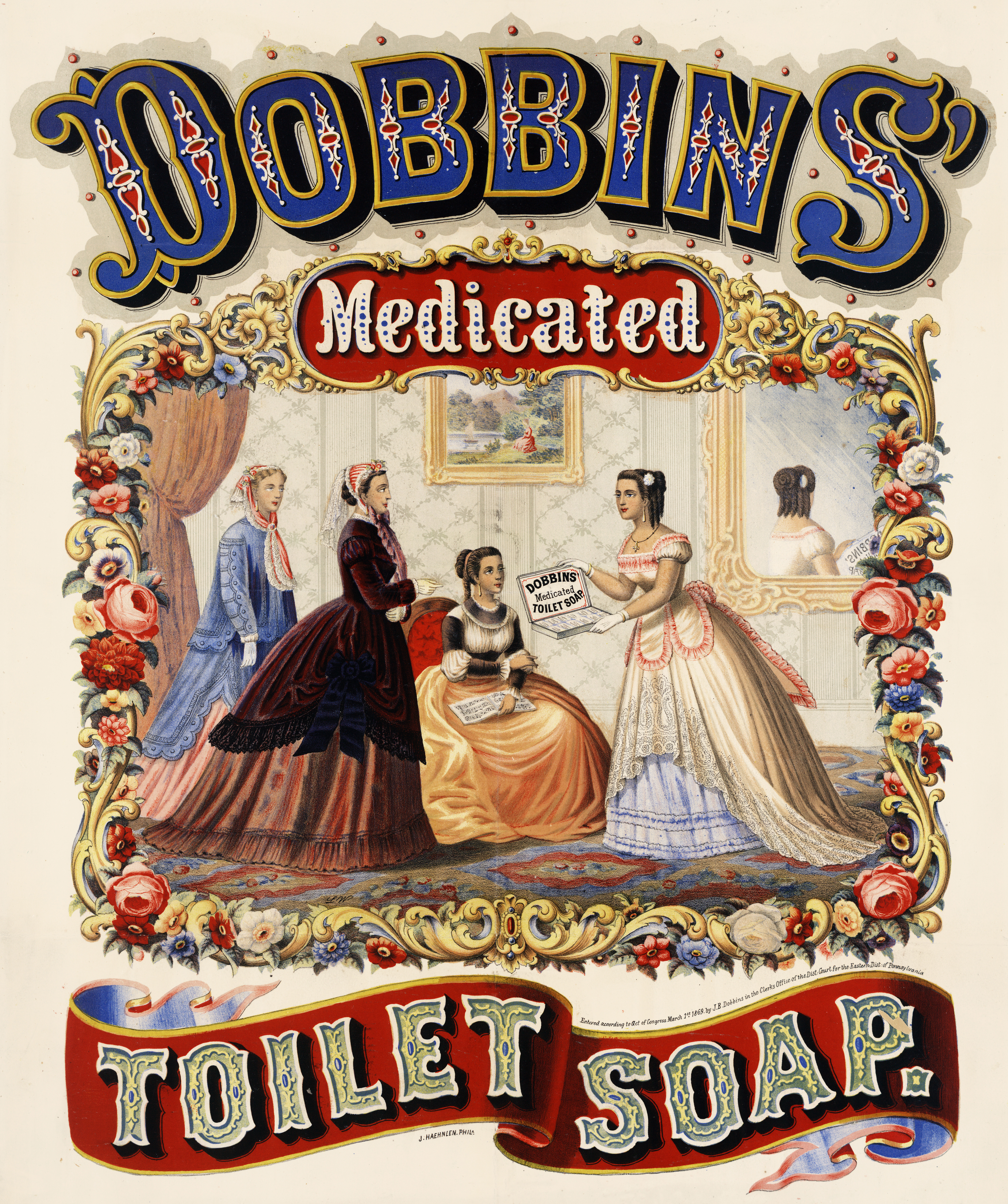
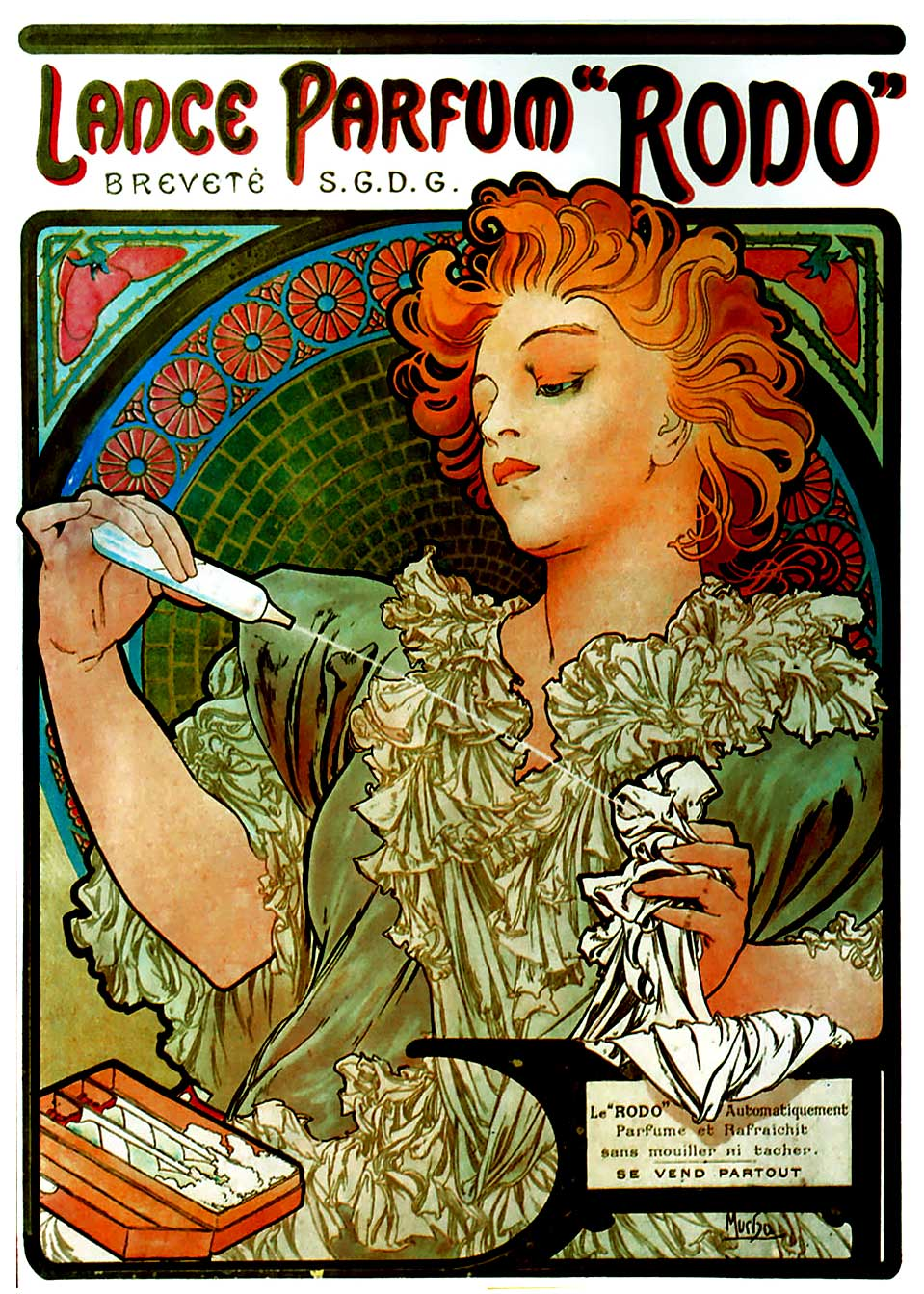
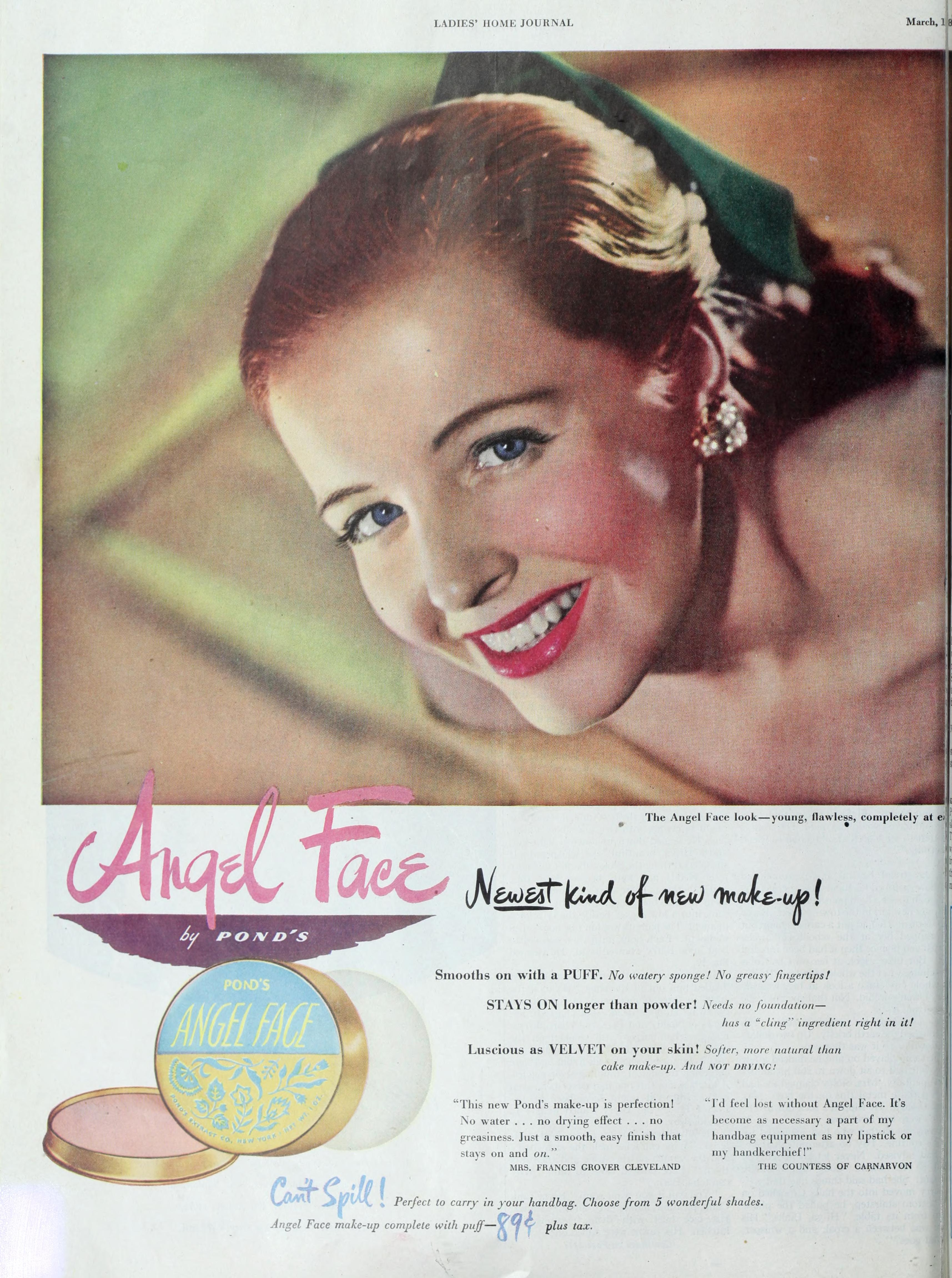
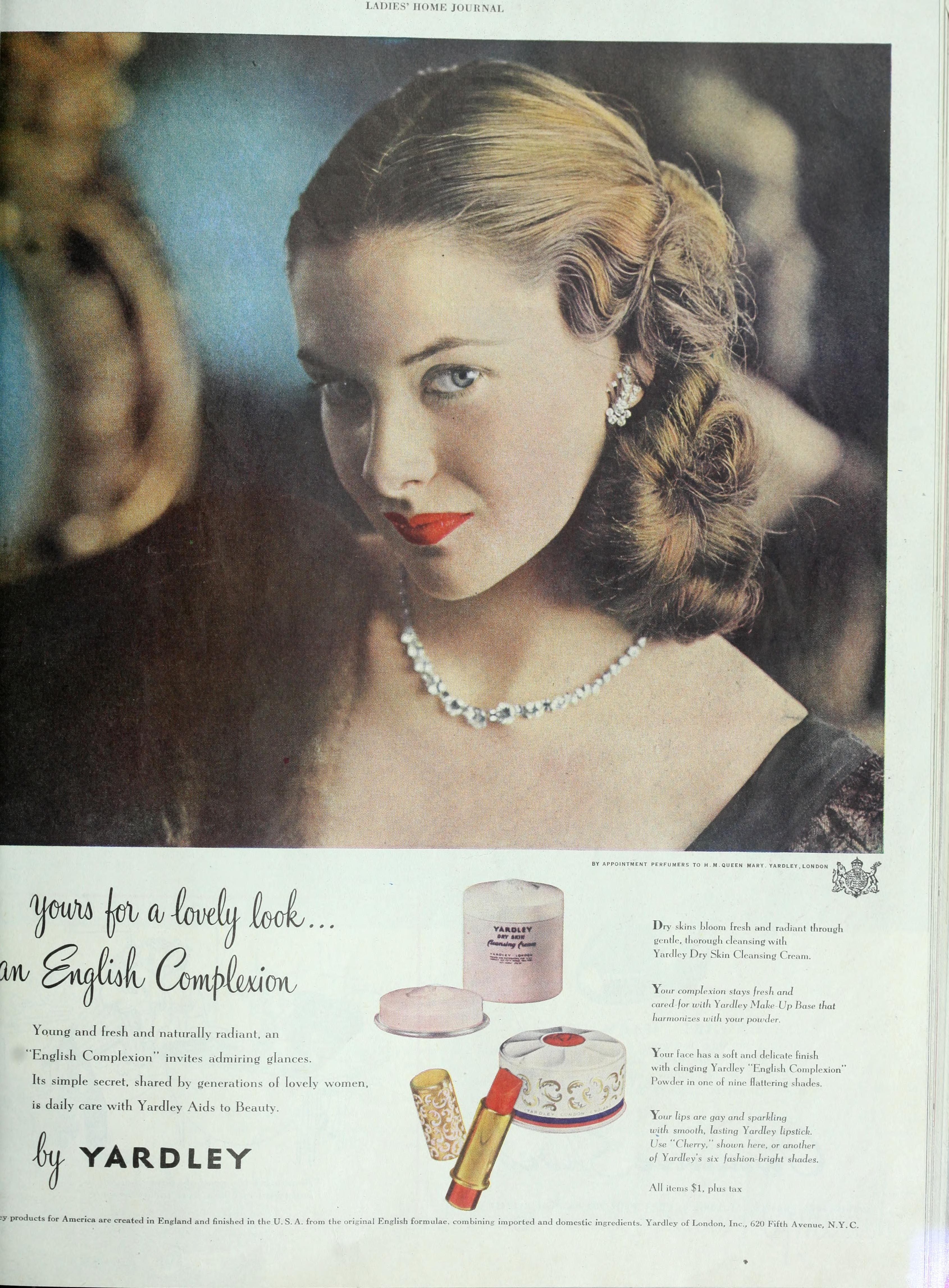
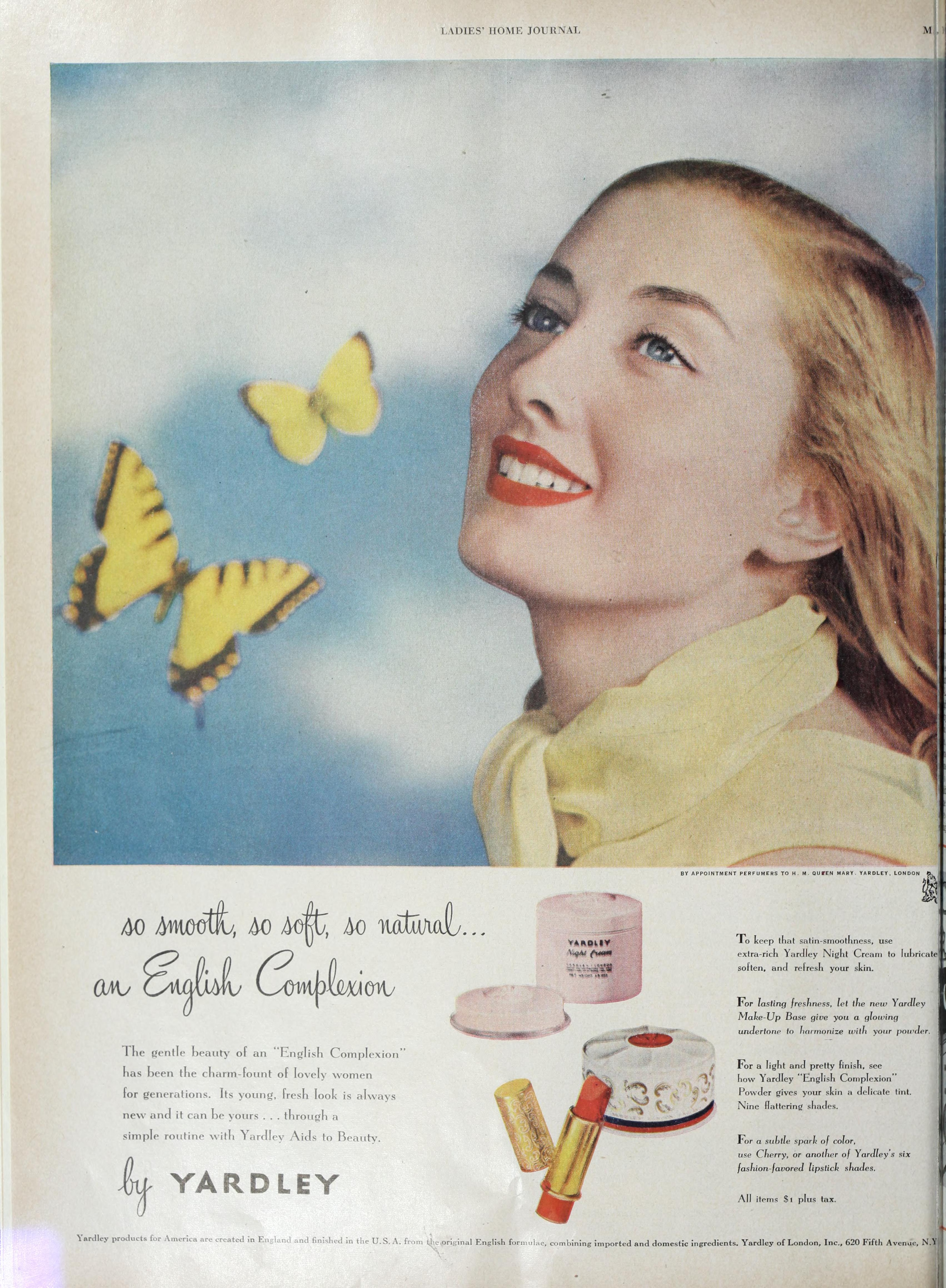
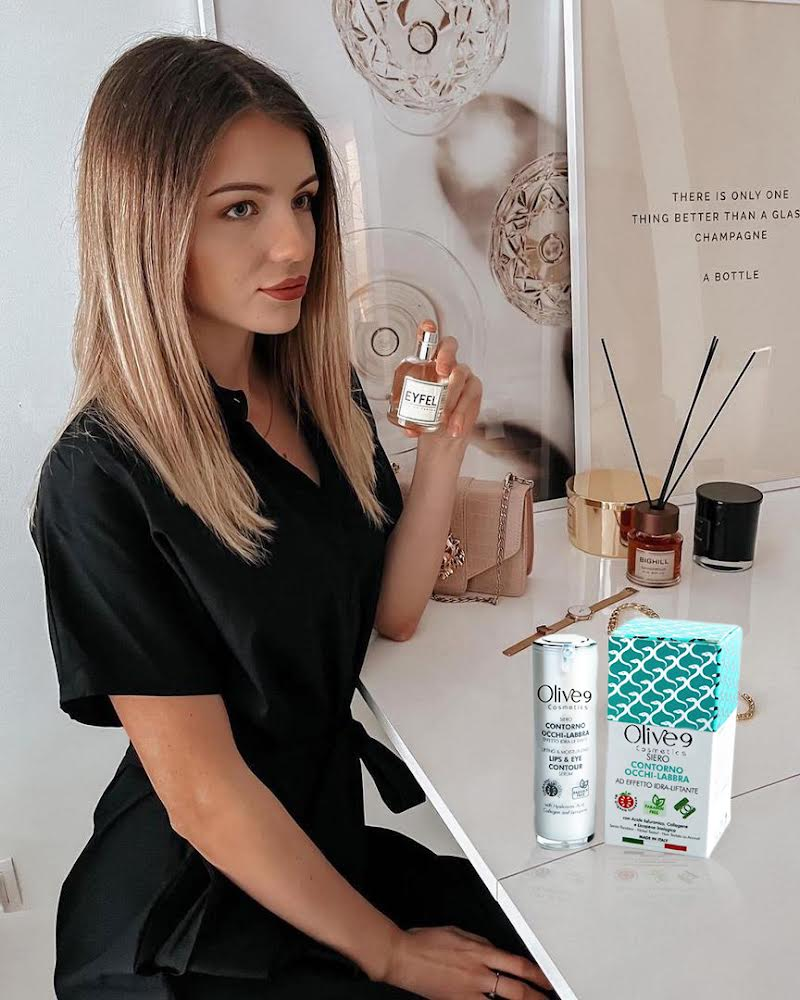
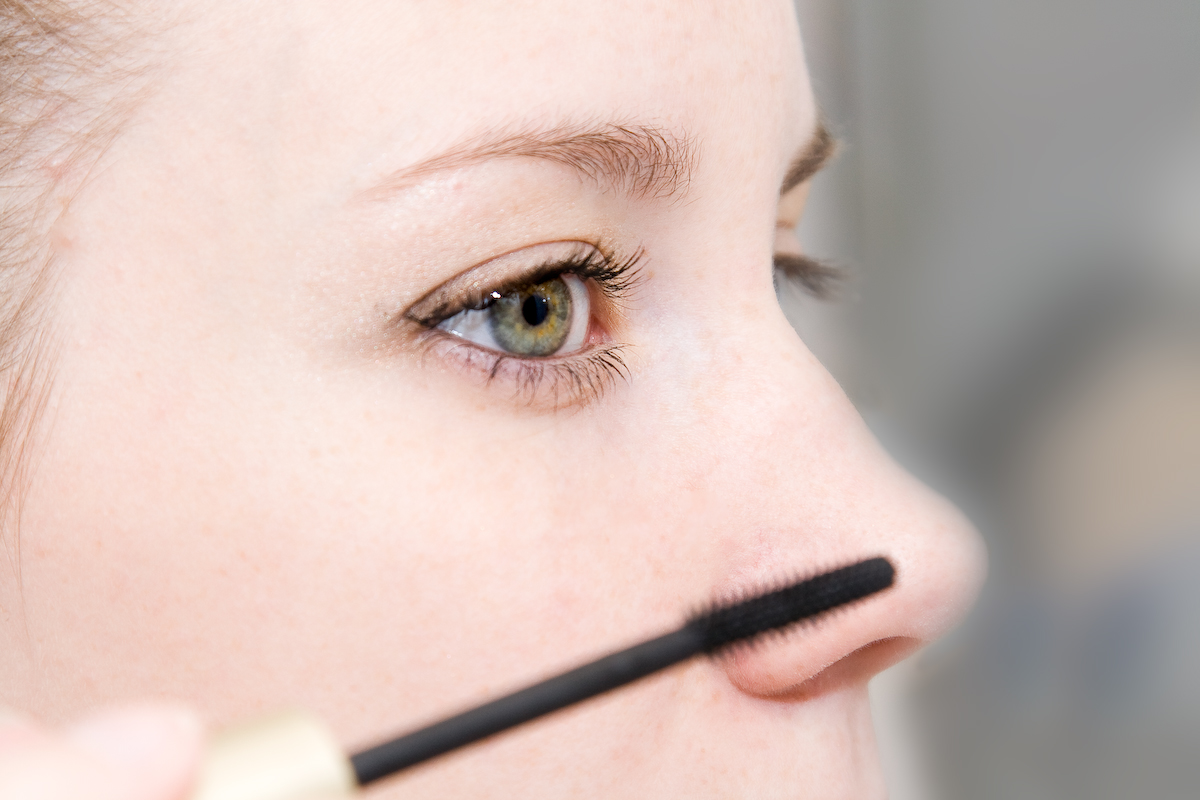
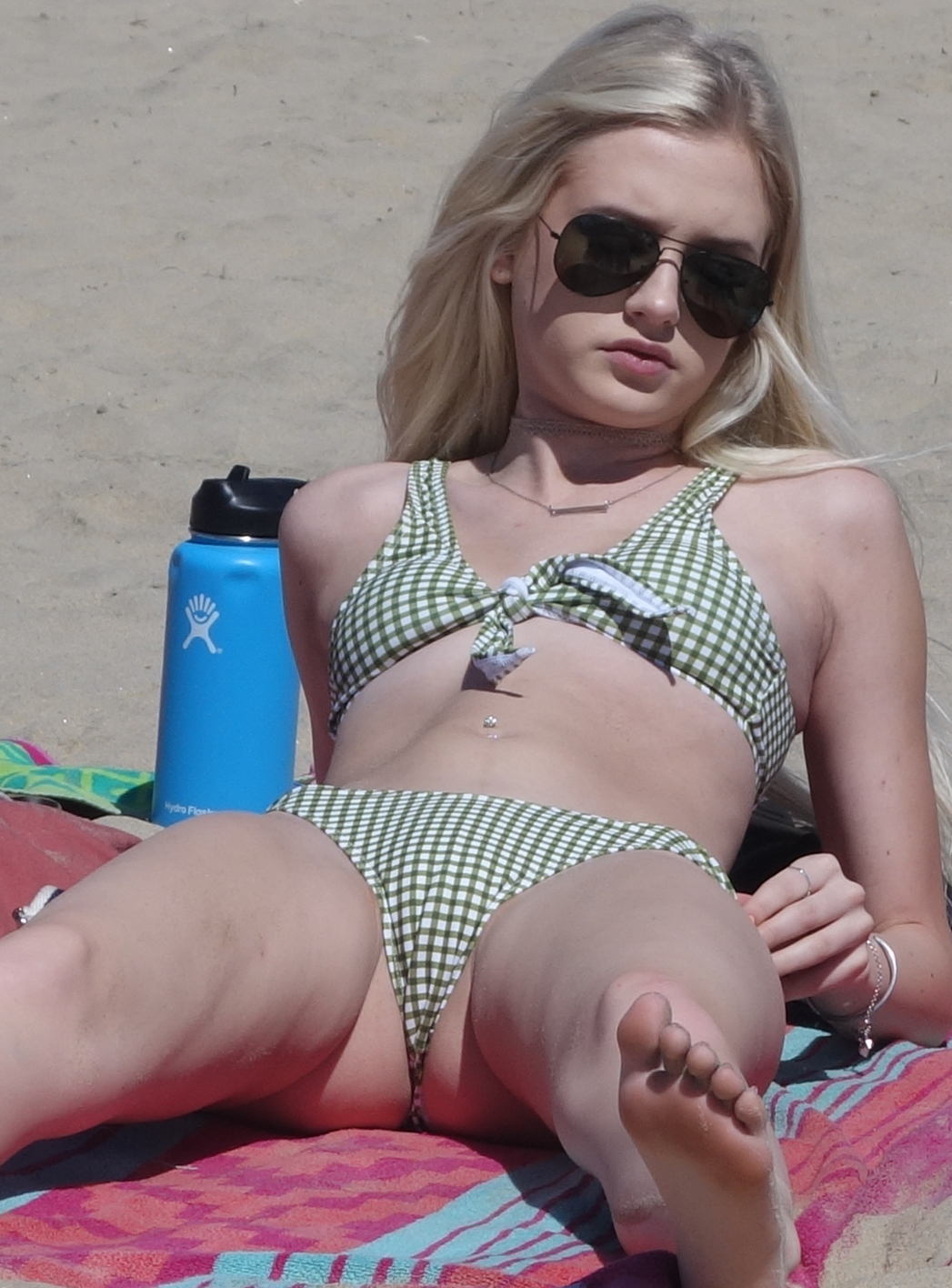
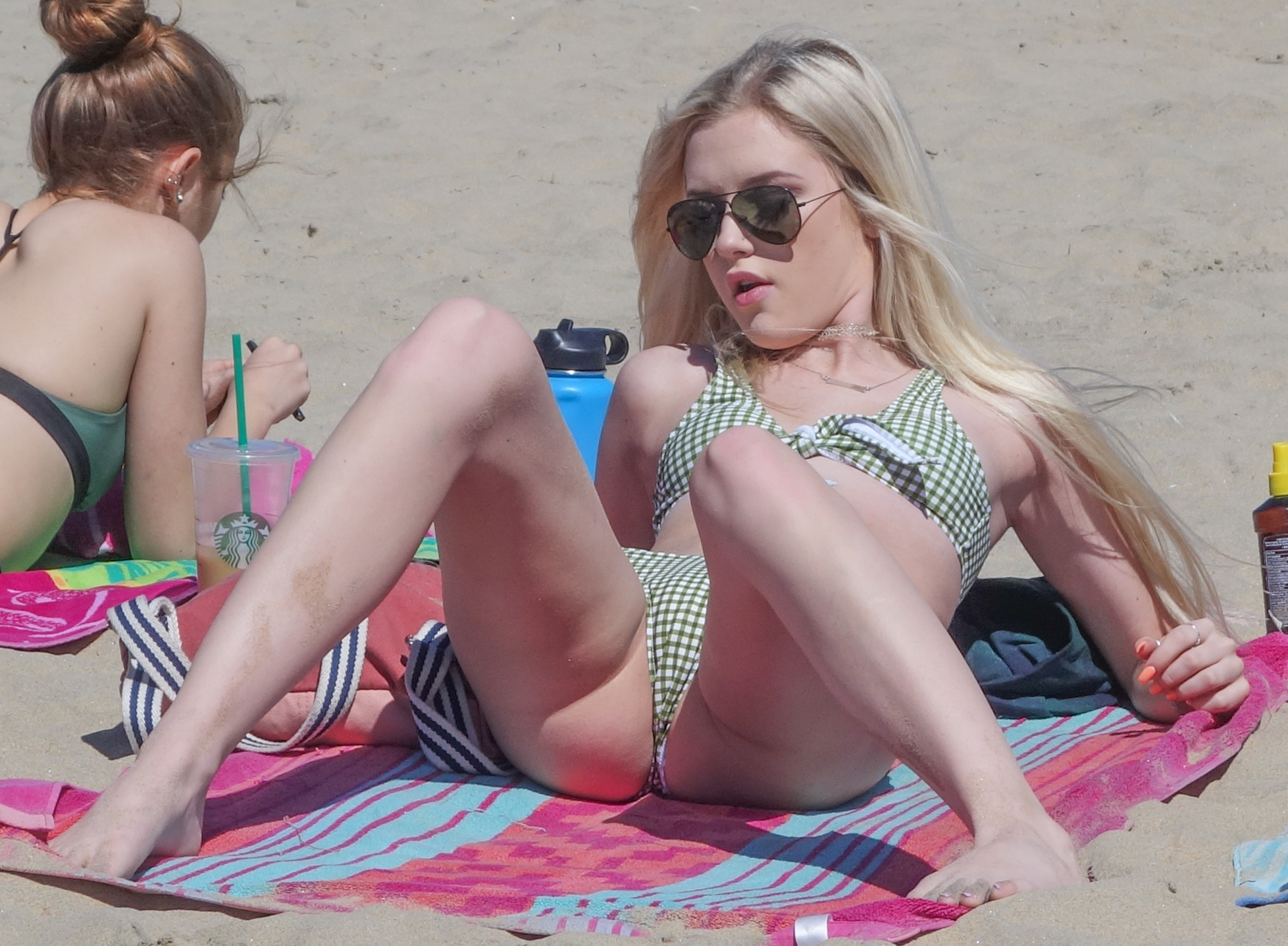
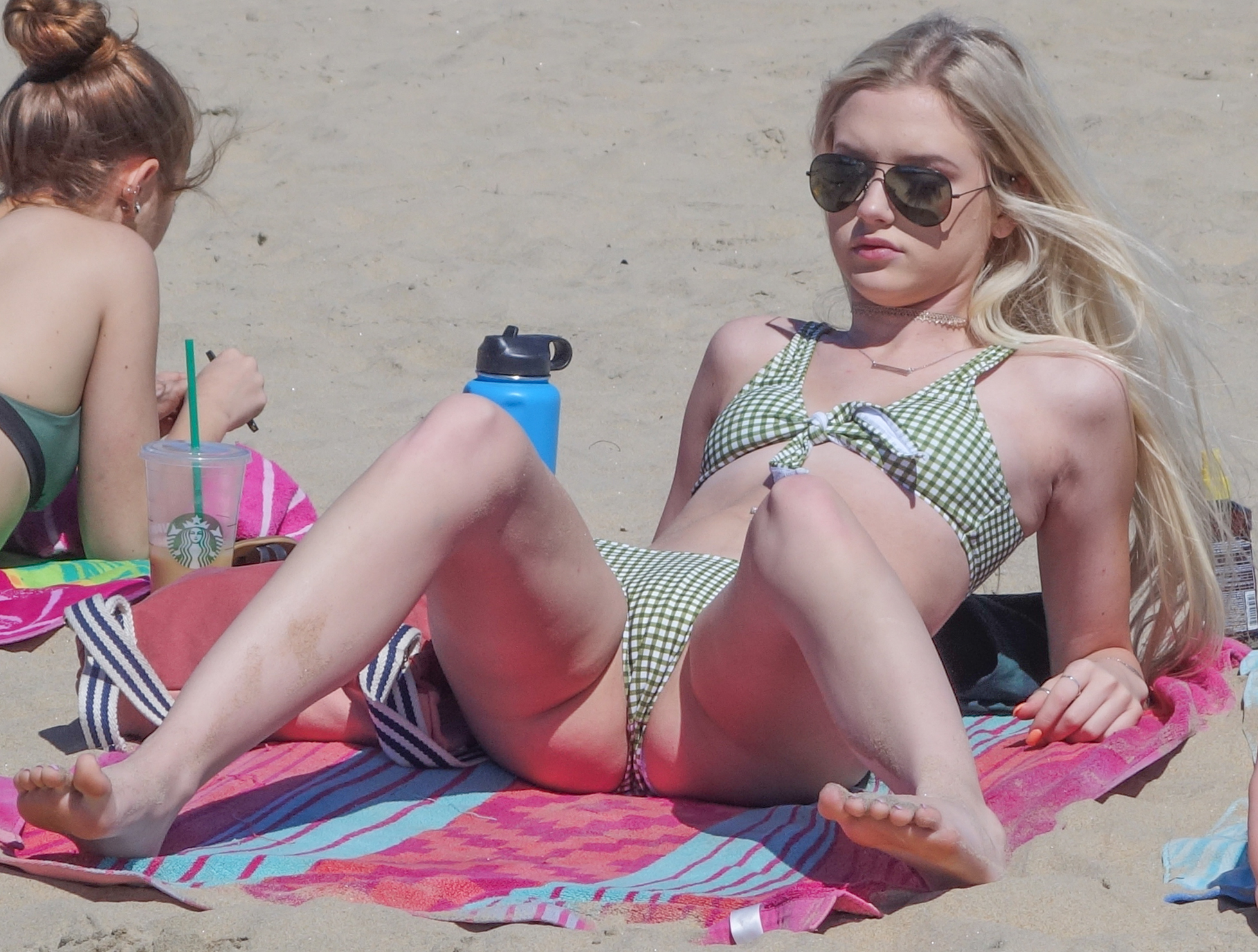